# Gaujac (Gard)
 Gaujac  ist eine französische Gemeinde mit 1069 Einwohnern (Stand 1. Januar 2022) im Département Gard in der Region Okzitanien; sie gehört zum Arrondissement  Nîmes und zum Kanton  Bagnols-sur-Cèze.

## Bevölkerungsentwicklung
| Jahr      | 1962 | 1968 | 1975 | 1982 | 1990 | 1999 | 2007 | 2017 |
| Einwohner | 278  | 280  | 278  | 433  | 596  | 643  | 918  | 1096 |

## Sehenswürdigkeiten
- Gallisches Oppidum (seit 425 v. Chr.) mit römischen Thermen an gleicher Stelle
- Kapelle Saint-Saturnin
- Schloss Gaujac

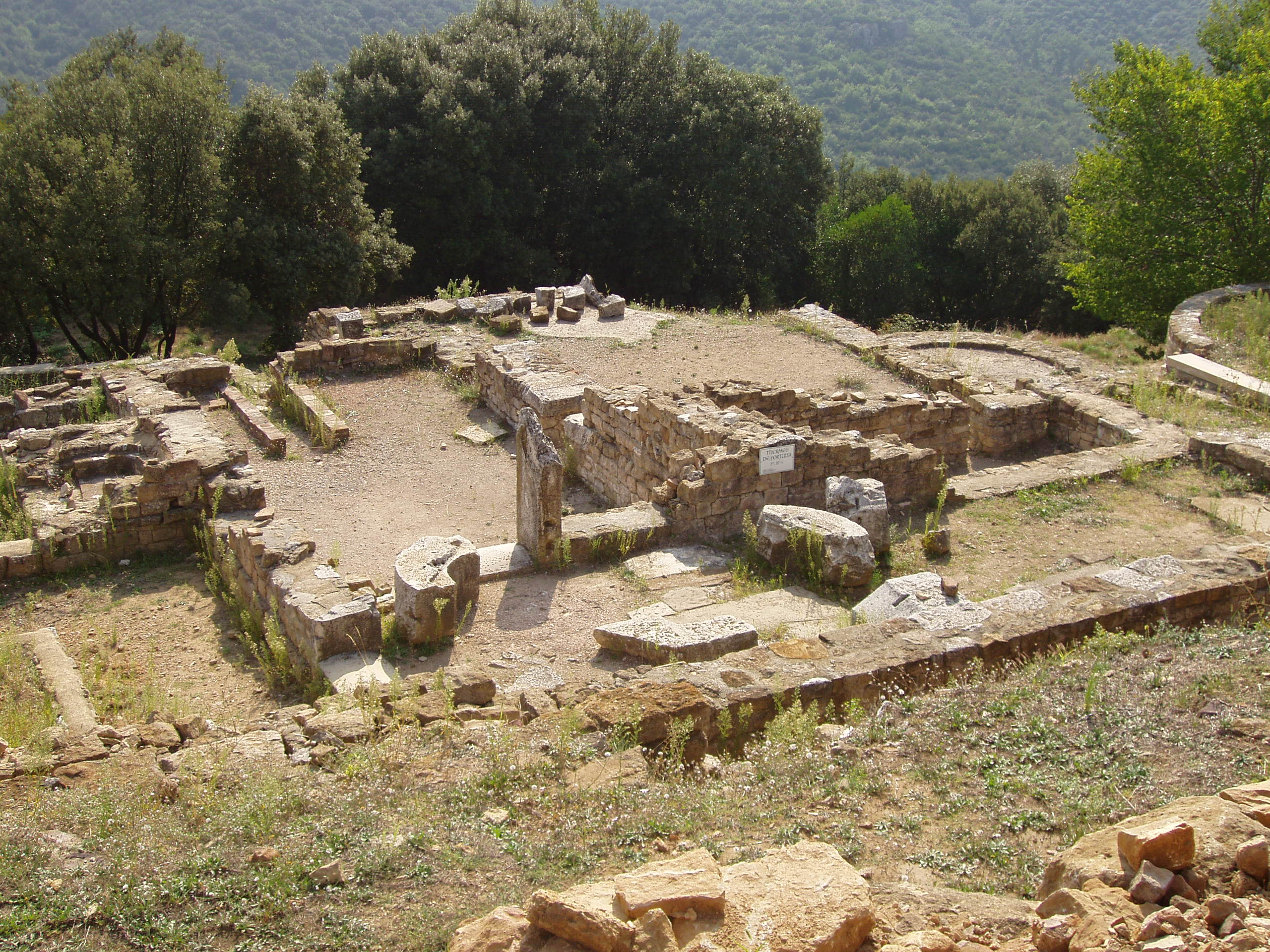
Die Thermen im Oppidum
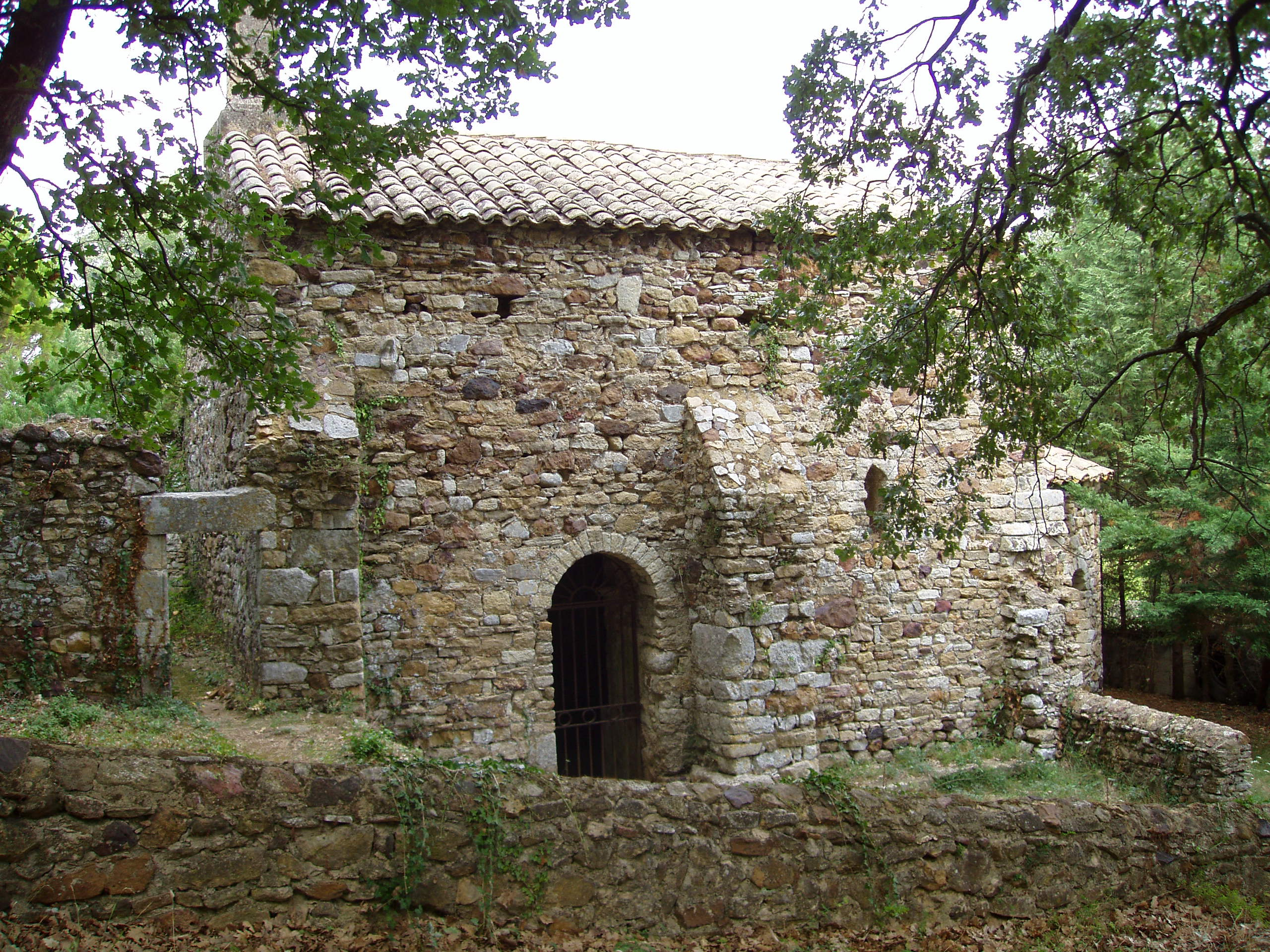
Saint-Saturnin